# مکتب مانهایم
مکتب مانهایم (انگلیسی: Mannheim school) به دو موضوع اشاره دارد، ابتدا به تکنیک‌های جدید ارکسترال می‌پردازد که توسط ارکستر دربارِ مانهایم در نیمهٔ دوم قرن هجدهم اجرا و ارایه می‌گردید و موضوع دوم، به آهنگسازانی گفته می‌شد که در اوایل دوره کلاسیک برای ارکستر مانهایم آهنگسازی می‌کردند. از یوهان استامیتز آهنگساز بوهمی به‌عنوان بنیانگذار یا پدر این مدرسه یاد می‌شود. علاوه بر وی، دو نسل از آهنگسازان کلاسیک برای این مکتب آهنگسازی کردند که شهرتش به خاطر نظم عالی ارکستر و مهارت فردی نوازندگان آن بوده‌ است. به همین دلیل «چارلز برنی» (۱۷۲۶–۱۸۱۴) موسیقی‌دان و آهنگساز انگلیسی اعضای ارکستر مانهایم را «ارتش ژنرال‌ها» خواند. سبک اعضای مکتب مانهایم، تکنیکی جدید از روشِ استفاده از کرشندو و دکرشندو بود. آهنگسازان مکتب مانهایم، نقش مهمی در توسعهٔ فرم موسیقی دوره کلاسیک به‌خصوص سمفونی داشتند.

## تاریخچه

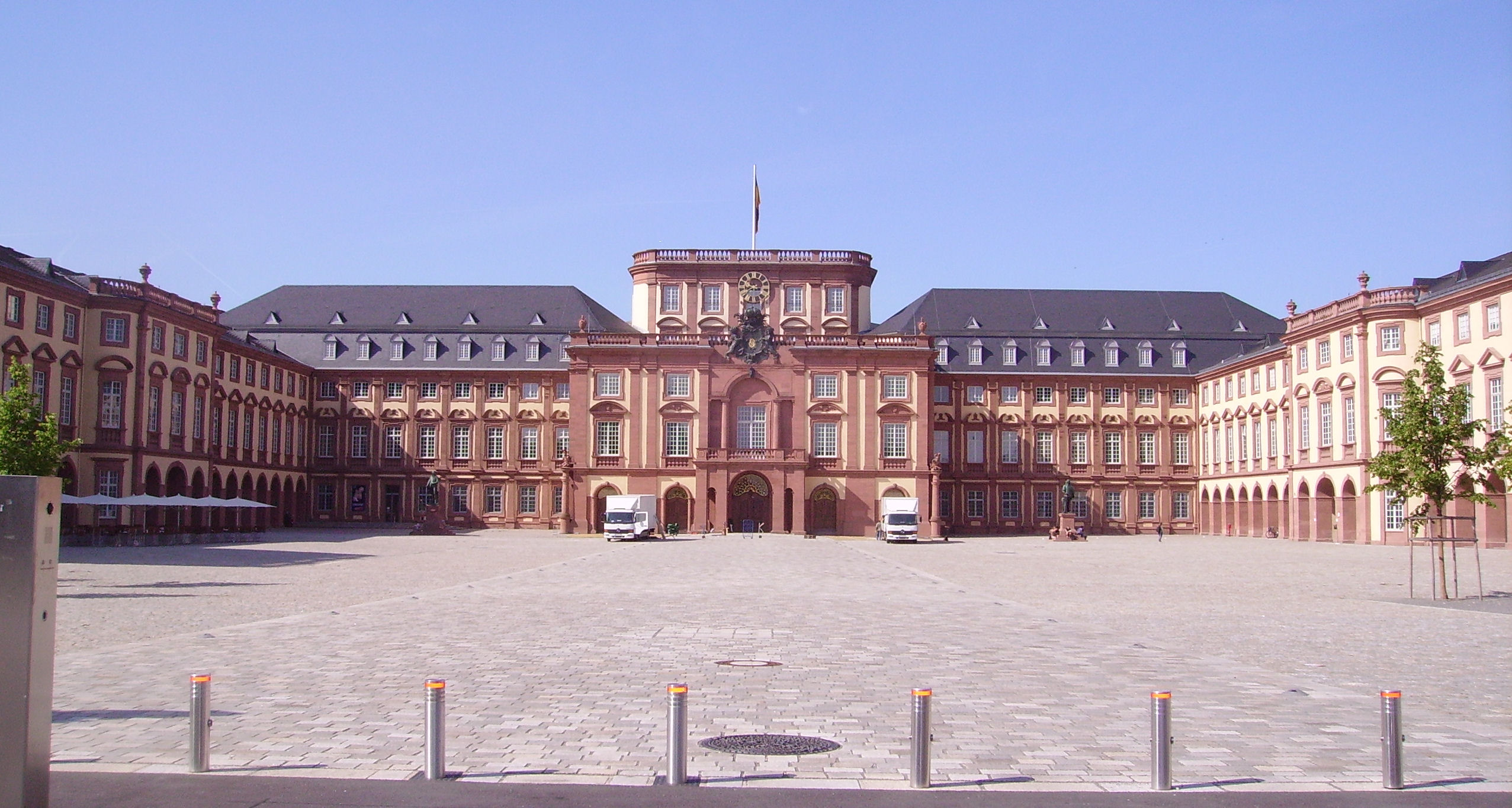
نمای بیرونی کاخ مدرسه در مانهایم

پیدایش مکتب مانهایم به دربارِ انتخابگر، «چارلز سوم فیلیپ» برمی‌گردد. وی در سال ۱۷۲۰، از هایدلبرگ به مانهایم نقل مکان کرد. در آن زمان او ارکستری بزرگتر از ارکسترهای مشابه در دربارهای دیگر به‌کار گرفته بود و در دهه‌های بعدی رشد بیشتری کرد و دارای بهترین نوازندگان چیره‌دست در آن دوران بود. ارکستر دربار تحت مدیریت «کارلو گروا» (کاپل‌مایستر دربار)، استعدادهای درخشانی مانند یوهان استامیتز را در سال ۱۷۴۱/۲، استخدام کرد که بنیانگذار مکتب مانهایم محسوب می‌شود و از آن سال تا ۱۷۵۰، مدیریت مدرسه را به عهده داشت.
مشهورترین تکنیک‌های مکتب مانهایم آن بود که استقلال بیشتری به سازهای بادی دادند و کرشندو با ارکستر کامل، یکی دیگر از ویژگی‌های آن بود. موسیقی‌دانان معاصر آن دوران مانند لئوپلد موتسارت در سال ۱۷۶۳، ولفگانگ آمادئوس موتسارت (در نامه‌های خود بین سال‌های ۱۷۷۷/۷۸)، و چارلز برنی (موسیقی‌دان انگلیسی)، از سطح بالای ارکستر مانهایم در آن زمان یاد کردند.
بنابر این، نقش آهنگسازان مکتب مانهایم در تکامل سمفونی در دوره کلاسیک، قابل توجه است. گرچه اکنون بیشتر محققان بر این باورند که این تغییرات تقریباً و همزمان در دیگر مراکز مختلف موسیقی مانند برلین و وین نیز در حال انجام بود. دلیل شهرت این گروه ابتدا تلاش برای تکامل موسیقی کلاسیک بود و دلیل دیگر انتشار آثار آهنگسازان مکتب مانهایم در پاریس و لندن بود که برخی از آنان حتی با ناشران مختلفی کار می‌کردند که در سرشناسی این گروه تأثیرگذار بود.

## آهنگسازان

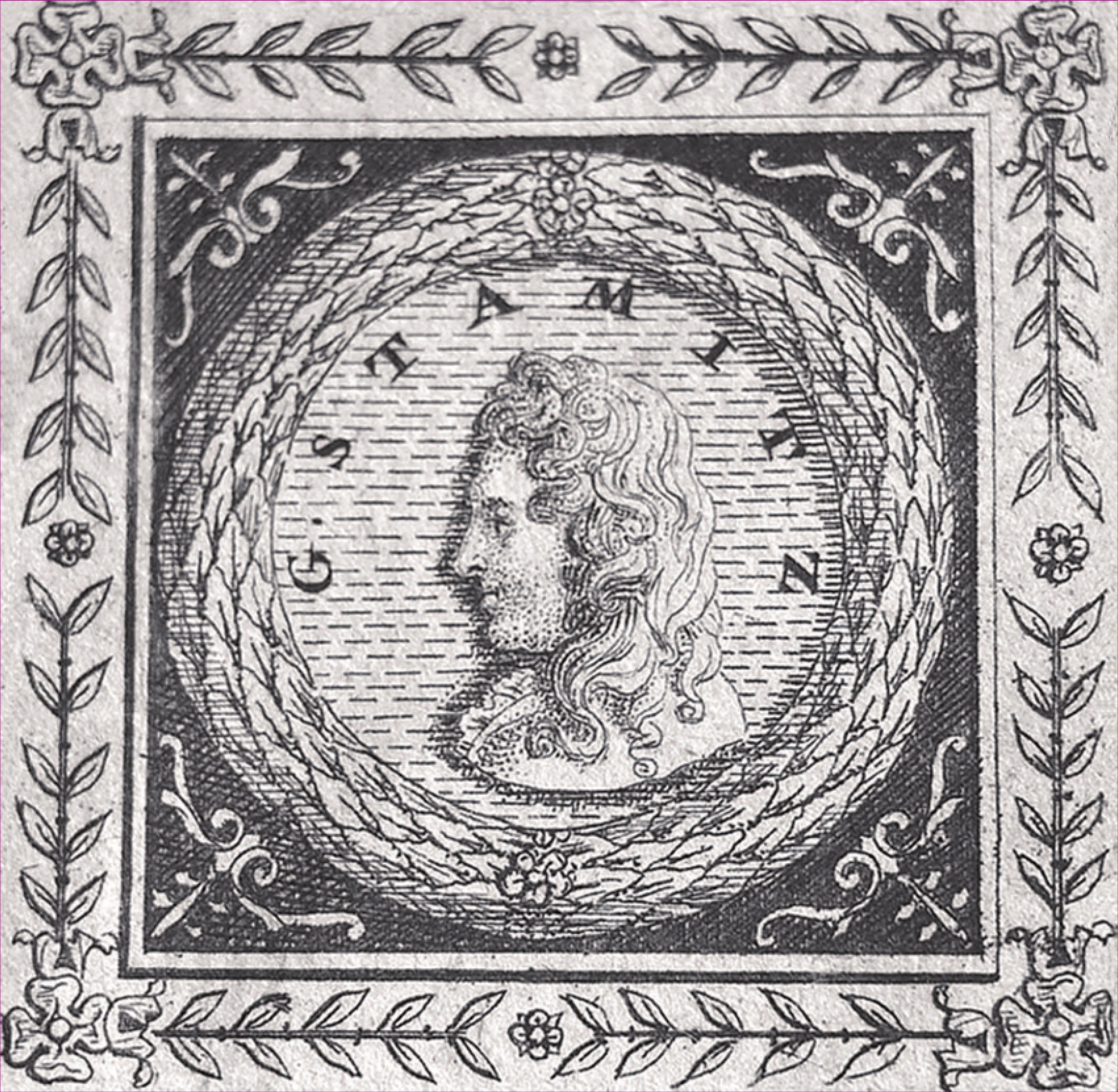
یوهان استامیتز

اعضای مکتب مانهایم شامل موسیقی‌دانانی مانند: یوهان استامیتز، «فرانتس ایگناتس بِک»، «فرانتس کسافِر ریشتر»، «کارل اشتامیتس»، «کریستیان کانابیش» و «ایگناتس فرِنتسل» بودند. این افراد تأثیر مستقیم و مهمی بر سمفونی‌سازان آن زمان داشتند. از سال ۱۷۵۴، هنگامی که یوهان استامیتز از پاریس دیدن کرد و قصد اجرای آثارش را داشت، مکتب مانهایم در مجموعه «کنسرت‌های معنوی و روحانی» پاریسی که برای سرگرمی، تعطیلات مذهبی و عید پاک اجرا می‌شدند، تأثیرگذار بود. به‌خصوص از هنگامی که «جوزف لگروس» سرپرستی این مجموعه را به‌عهده گرفت، ارتباط با مکتب مانهایم شکوفا شد، موسیقی هایدن در پاریس بسیار محبوب شد و کنسرت‌های برجسته‌ای که در دههٔ ۱۷۷۰ در پاریس برگزار شد، ممکن است بخشی از برنامهٔ «کنسرت‌های معنوی و روحانی» باشد، از جمله سفارش ساخت شش سمفونی به هایدن، معروف به سمفونی‌های پاریس که تأثیر مکتب مانهایم در آنها کاملاً مشهود است.

## نوآوری‌های موسیقی در مکتب مانهایم
آهنگسازان مکتب مانهایم ایده‌های نوینی را وارد موسیقی ارکسترال کردند. از جمله «کرشندوی مانهایمی» که با شدت ناگهانی از طریق تمامی حجم ارکستر و در ادامه، حرکت دکرشندو و صدای آهسته همراه است («جهش مانهایمی» معمولاً از طریق یک پاساژ ملودیک و آرپژ‌گونه به وجود می‌آید و صدای ارکستر در یک سیر صعودی به صورت کرشندو افزایش می‌یابد). از دیگر ایده‌ها، «اوج مانهایمی» است که در آن همهٔ سازها به جز سازهای زهی و معمولاً قبل از کرشندوی مانهایمی، بخشی از موسیقی با انرژی بالا، در اوج رها می‌شوند و سکوتی بزرگ برقرار شده و اجرا متوقف می‌شود و حرکتِ مجددِ ارکستر با شدت آغاز می‌شود. نوآوری بعدی، «جهش مانهایمی» است که می‌تواند با سرعت صعودیِ یک آکورد شکسته از پایین‌ترین گستره صوتی باس تا بالاترین صدا در منطقهٔ صوتی سوپرانو امتداد داشته باشد. تأثیرات این حرکت را می‌توان در موومان چهارم سمفونی شماره ۴۰، اثر موتسارت و همچنین شروع سونات پیانو شماره ۱، اثر بتهوون مشاهده کرد.
اعضا مکتب مانهایم به سرعت روش‌های معمول در موسیقی دوره باروک مانند باسو کونتینو را در آهنگسازهای خود رها کرده و از حداقل پیچیدگی‌ها و مواد کنترپوانتیک استفاده کردند. یکی از مهم‌ترین نوآوری‌ها، ساخت سمفونی در چهار موومان بود و منوئه را به‌عنوان موومان سوم وارد سمفونی کردند که در اصل یکی از موومان‌های سوئیت در دورهٔ باروک محسوب می‌شد. همچنین اعضا مکتب مانهایم نقش مهمی در توسعه فرم سونات داشتند و پس از آن این فرم به‌طور کلی، موومان اولِ سمفونی کلاسیک شد. همچنین در ارکستراسیون مکتب مانهایم، ساز کلارینت، هم به عنوان بخشی از بادی‌های چوبی و هم برای تکنوازی وارد ارکستر شد.

## یادداشت
1. ↑  Charles Burney
2. ↑  Charles III Philip
3. ↑   Carlo Grua
4. ↑  Franz Ignaz Beck
5. ↑  Franz Xaver Richter
6. ↑  Carl Stamitz
7. ↑  Christian Cannabich
8. ↑  Ignaz Fränzl
9. ↑  Concert Spirituel
10. ↑  Joseph Legros